# 萩野村 (宮城県)
萩野村（はぎのむら）は、昭和29年（1954年）まで宮城県栗原郡の北東部に存在していた村。現在の栗原市金成赤児・金成有壁・金成片馬合・金成末野・金成普賢堂・金成藤渡戸にあたる。

## 沿革
- 明治8年（1889年）10月17日 - 水沢県による村落統合により、有壁村と片馬合村が合併して有馬村が、普賢堂村と赤児村が合併して賢児（かしこ）村が、それぞれ成立。
- 明治22年（1889年）4月1日 - 町村制施行にともない、有馬村・賢児村・末野村・藤渡戸村の計4か村が合併して萩野村が発足。
- 昭和30年（1955年）1月1日 - 金成村・沢辺村・津久毛村と合併し、金成町となる。

## 行政
- 歴代村長

| 代 | 氏名       | 就任                       | 退任                       | 備考 |
| -- | ---------- | -------------------------- | -------------------------- | ---- |
| 1  | 杉岡清人   | 明治22年（1889年）8月1日   | 明治38年（1905年）8月9日   |      |
| 2  | 千田源之助 | 明治38年（1905年）9月14日  | 明治42年（1909年）9月13日  |      |
| 3  | 千葉新三郎 | 明治42年（1909年）9月21日  | 大正2年（1913年）9月20日   |      |
| 4  | 佐藤武三郎 | 大正2年（1913年）10月8日   | 大正14年（1925年）10月23日 |      |
| 5  | 千田嘉造   | 大正14年（1925年）11月2日  | 昭和8年（1933年）1月7日    |      |
| 6  | 小岩民治郎 | 昭和8年（1933年）1月17日   | 昭和10年（1935年）10月28日 |      |
| 7  | 千葉栄三郎 | 昭和10年（1935年）11月2日  | 昭和14年（1939年）11月1日  |      |
| 8  | 佐々布朝治 | 昭和14年（1939年）11月20日 | 昭和18年（1943年）11月19日 |      |
| 9  | 佐藤曜三郎 | 昭和18年（1943年）12月1日  | 昭和21年（1946年）11月30日 |      |
| 10 | 千葉永治   | 昭和21年（1946年）12月1日  | 昭和22年（1947年）4月4日   |      |
| 11 | 菅原辰治郎 | 昭和22年（1947年）4月5日   | 昭和29年（1954年）12月31日 |      |

## 交通

### 鉄道
- 国鉄東北本線：有壁駅

### 道路
- 国道4号